# Wellenseind
Wellenseind is een particulier landgoed van 162 ha, dat aansluit bij Landgoed de Utrecht.
Dit landgoed is vernoemd naar een buurtschap van dezelfde naam dat in de late middeleeuwen vanuit het naburige Lage Mierde was gesticht. Het woord wellen heeft te maken met de kwel die hier optreedt. In dit natte land langs de meanderende Reusel en de Raamsloop, een zijbeek van de Reusel, ontgonnen de boeren de oevers en legden er in de 2e helft van de 19e eeuw een dicht slotenstelsel aan, loodrecht op de beek. De grond werd in gebruik genomen als hooiland. Deze percelen zijn nog steeds in het landschap te vinden.

## Geschiedenis
In 1915 werd 32 ha land aangekocht door Henri Van Puijenbroek, aanvankelijk in Goirle en later in Tilburg werkzaam als textielfabrikant. Hij wilde er een landgoed stichten, waartegen bezwaren rezen van de boeren, die vreesden dat, bij eventuelen verkoop der heide, deze in handen zal komen van Heeren, die ze zullen aanwenden tot voortplanting van wild waardoor aan hunne aangrenzende gronden groote schade zal worden aangebracht.
Van Puijenbroek beloofde tot ontginning over te gaan en het gebied niet voor de jacht te gaan gebruiken. De gemeente kon het geld goed gebruiken, en in 1919 werd nog eens 130 ha aan Van Puijenbroek verkocht. Niettemin werd het boerderijtje dat hij had gekocht, verbouwd tot jachthuis. Hier kwam een heidetuin van 2 ha. De rest werd met naaldhout beplant en nabij de beken ontstond een broekbos.
Van Puijenbroek trachtte nog het gebied te ontwateren om de houtproductie rendabel te maken, maar de kwel was sterker, zodat dit mislukte. Uiteindelijk liet hij een sluizensysteem aanleggen teneinde karpers en Chinese loopeenden te kweken, terwijl het echtpaar, liefhebbers van de jacht, ook de snippen verwelkomden, die zich in de broekbossen ophielden. Henri overleed in 1960, waarna zijn veel jongere vrouw Maria (Mies) het aan Fortis, de toenmalige eigenaar van Landgoed de Utrecht, verkocht, waarbij zij levenslang vruchtgebruik bedong. Zij overleed in 1999, en een jaar later verkocht het Landgoed de Utrecht op haar beurt Wellenseind aan Jan Zeeman, de oprichter van de gelijknamige winkelketen.
Lang was het 130 ha grote landgoed niet voor het publiek toegankelijk, maar vanaf mei 2019 werd het opengesteld. Men kan het landgoed bezoeken via de entree bij het ontmoetingscentrum aan de Dunsedijk, waar zich ook een restaurant en een streekwinkel bevindt.

## Externe bron
- Thijs Caspers, Landgoederen in Noord-Brabant. Het lief en leed dat landgoed heet, Haaren [enz.], [2012], p. 254.